# Авер’яновка (Костромська область)
Авер’яновка (рос. Аверьяновка) — селище в Кологривському районі Костромської області Російської Федерації.
Населення становить 7 осіб. Входить до складу муніципального утворення місто Кологрив.

## Історія
У 1936-1944 року населений пункт перебував у складі Горьковської області. Від 1944 належить до Костромської області.
Від 2007 року входить до складу муніципального утворення місто Кологрив.

## Населення
| 2008 | 2010 | 2014 |
| ---- | ---- | ---- |
| 9    | ↘3   | ↗7   |